# Abdullah al-Mu'tassim Billah di Pahang
Paduka Sri Baginda Sultan Sir Abdullah al-Mu'tassim Billah Shah ibni al-Marhum Sultan Sir Ahmad al-Muadzam Shah (Pekan, 12 ottobre 1874 – Pekan, 22 giugno 1932) è stato sultano di Pahang dal 1917 al 1932.

## Primi anni di vita
Abdullah al-Mu'tassim Billah di Pahang nacque nel Palazzo reale di Pekan il 12 ottobre 1874 ed era il secondo figlio del sultano Ahmad al-Muadzam Shah. Sua madre era Cik Kusuma Binti Tok Minal Daeng Koro. Venne educato privatamente. Il 5 dicembre 1884 ricevette il titolo di Tengku. Ascese al trono il 19 giugno 1917, il giorno della morte del fratellastro Mahmud. Venne ufficialmente investito nel maggio del 1919 presso il Balairong Sri del Kota Istana Sri Terentang di Pekan.

## Regno
Durante il suo regno, il Pahang vide numerosi cambiamenti politici. Il governo britannico riformò la legislazione e l'apparato burocratico degli stati malesi per renderli moderni nelle pratiche politiche ed economiche. Queste attività derivarono dagli eventi del regno del padre, vale a dire la creazione degli Stati malesi federati nel 1896 e l'istituzione del Consiglio federale nel 1909.
Il sultano era però infastidito dall'eccessiva ingerenza dei britannici negli affari che, secondo lui, riguardavano solo il sultanato e non la Federazione. Tuttavia evitò maggiori conflitti perché era dipendente in una certa misura dai fondi collettivi di essa. In questo modo il Pahang beneficiò della ricchezza del Perak e del Selangor.
Il sultano si addolcì un po' quando, durante il governatorato di Sir Laurence Guillemard ci fu l'intesa di decentrare i poteri dal centro di Kuala Lumpur ai singoli Stati che componevano la Federazione. Tuttavia ciò non divenne realtà.
Tra le altre riforme avviata durante il regno di Abdullah vi fu l'abolizione di una forma modificata del sistema delle corvée comunemente praticato nel sultanato. A partire dal 1919, vennero messe a disposizione dei malesi consistenti aree agricole. Nel 1919 venne promulgato il Sultanate Lands Enactment che prevedeva investimenti in alcune aree direttamente dal sultano dandogli il diritto di regolamentare la locazione e l'occupazione di quelle aree.
L'anno 1930 vide la creazione del titolo di Tengku Mahkota (principe ereditario) insieme ad altri nuovi titoli malesi e la definizione della regola di successione. Nel 1932, all'età di vent'anni, Tengku Abu Bakar, figlio ed erede di Abdullah ricevette il titolo Tengku Mahkota di Pahang.

## Vita personale
Abdullah sposò in prime nozze Che' Endut. La sua seconda moglie era Tengku Hajjah Kalsum Binti Abdullah Tun, figlia del nobile del Terengganu Tun Abdullah bin Abdul Rauf di Pulau Duyung, che in seguito venne nominata Tengku Ampuan Besar (alta consorte). Il suo primo figlio nato da questo matrimonio fu Abu Bakar. In terze nozze sposò Cik Wan Chantik binti Wan Muhammad Amin, figlia del nobile del Pattani Wan Muhammad Amin. Da tutti questi matrimoni, ebbe in totale, dieci figli e sette figlie.

## Morte e successione
Nel 1931, la salute di Abdullah cominciò a peggiorare. Nonostante ciò riuscì a partecipare al durbar dell'agosto di quell'anno. Morì all'Istana Kuning di Pekan il 22 giugno 1932 e fu sepolto nel cimitero reale di Kuala Pahang.